# 阿列克谢·卢岑科
阿列克谢·亚历山德罗维奇·卢岑科（1992年9月7日—），哈萨克斯坦男子自行车运动员，2014年亚洲运动会男子个人计时赛金牌得主、2018年亚洲运动会男子公路赛和男子个人计时赛金牌得主、2022年亚洲运动会男子个人计时赛金牌得主和男子公路赛银牌得主。